# Tanganjika-Schneckenbarsch
Der Tanganjika-Schneckenbarsch (Lamprologus ocellatus, Syn.: Neolamprolagus ocellatus) ist eine Fischart aus der Familie der Buntbarsche. Die Art kommt ausschließlich im afrikanischen Tanganjika-See vor. Sie lebt dort an Stellen, wo leere Schneckenhäuser der Gattung Neothauma im Sand liegen und ist zumindest für Wassertiefen von 2,5 bis 17 Metern nachgewiesen. Die Nahrung besteht sowohl aus bodenlebenden kleinen Wirbellosen als auch aus Plankton. Wegen ihres interessanten Verhaltens und ihrer Anspruchslosigkeit sind Tanganjika-Schneckenbarsche beliebte Aquarienfische.

## Aussehen
Männchen erreichen eine Körperlänge von fast 6 cm, Weibchen bleiben mit bis zu 4 cm deutlich kleiner. Die Grundfarbe des Körpers ist beigegrau, zum Bauch hin treten irisierende Schuppen auf. Auf den Kiemendeckeln befinden sich schwarz-grüne Augenflecken die der Art ihren Namen gaben. Die Geschlechter lassen sich schon bei halbwüchsigen Exemplaren anhand der Färbung der Rückenflosse unterscheiden. Weibchen haben im hinteren Teil der Rückenflosse einen hellen Saum während bei Männchen der vordere Teil der Rückenflosse einen orangen Saum hat.

## Verhalten
Erwachsene und auch Jungtiere nutzen leere Schneckenhäuser als Schutz vor Räubern, da die besiedelten Sandflächen ansonsten keine Schutzmöglichkeiten bieten. Männchen verteidigen Territorien von bis zu 15 m², die in diesem Bereich befindlichen Schneckenhäuser können von Weibchen besiedelt werden. Diese Weibchen bilden dann den Harem des Männchens und verteidigen das Gebiet um ihr jeweiliges Schneckenhaus gegen andere Weibchen. Bei ausreichender Anzahl nutzt ein Tier auch mehrere Schneckenhäuser. Überzählige, nicht genutzte Schneckenhäuser werden vergraben. Dies verhindert die Ansiedlung weiterer Schneckenbarsche, die ansonsten Nahrungskonkurrenten und potentielle Jungfischräuber wären.

## Fortpflanzung
Zur Fortpflanzung benötigen Tanganjika-Schneckenbarsche zwingend Schneckenhäuser. Das Weibchen heftet zwanzig bis sechzig 2 mm große Eier an die Innenwand eines Gehäuses. Während das Weibchen noch im Schneckenhaus ist, besamt das Männchen die Eier. Die Pflege des Geleges übernimmt das Weibchen; es fächelt den Eiern und den nach drei Tagen geschlüpften Larven Frischwasser zu. Neun bis zehn Tage nach der Eiablage sind die Jungen zum ersten Mal am Eingang des Schneckenhauses zu sehen und beginnen dort zu fressen.
Nach 20 bis 40 Tagen verlassen die Jungtiere das mütterliche Schneckenhaus oder werden von der Mutter vertrieben. Sie bilden keine Schwärme, sondern verteilen sich einzeln auf dem Sand, wo sie gut getarnt sind. Bei Gefahr können sie sich im Sand eingraben, nutzen aber auch die leeren Gehäuse kleinerer Schneckenarten wie Lavigeria grandis oder Spekia zonata als Versteck. Schon mit einer Standardlänge von 10 mm verhalten sich die Jungfische territorial und vertreiben sowohl verwandte als auch nicht verwandte Jungfische. Ab einem Größenunterschied von 5 mm ist es in Versuchen zwischen den Jungen sogar zu Kannibalismus gekommen.
Weibchen tolerieren in ihrem Schneckenhaus auch fremde Jungfische, solange sie nicht deutlich größer sind als die eigenen Jungen. Bei Freilanduntersuchungen hatten fast die Hälfte aller Weibchen auch fremde Junge in ihrem Schneckenhaus. Gelegentlich gewähren auch Männchen Jungfischen Zugang zu ihren Schneckenhäusern, wobei auch hier die Jungen oft nicht von diesem Männchen abstammen.

## Aquaristik
Wegen ihres interessanten Fortpflanzungsverhaltens und ihrer geringen Größe werden die Tanganjika-Schneckenbarsche häufig in Aquarien gehalten, seit dem Ende der 1970er Jahre werden sie regelmäßig nach Deutschland importiert. Sie stellen an ihre Haltung nur wenige Anforderungen. Dazu gehört ein Bodengrund, der aus Sand besteht. Als Ausstattung im wenigstens 60 cm langen Aquarium benötigen die Fische außerdem Schneckenhäuser als Versteck. Dazu können leere und ausgekochte Weinbergschneckenhäuser verwendet werden. Das Wasser sollte mittelhart oder hart und basisch sein und eine Temperatur von 23–27 °C haben.